# Schlimazel
Schlimazel ou shlimazel (em iídiche:  שלימזל; às vezes escrito schlemazl) é uma pessoa cronicamente desafortunada. Pode ser descrito como uma pessoa com má sorte o tempo inteiro. O termo vem de 'slimp' (Alto-alemão médio para torto) e do hebraico (em hebraico:  מזל טוב, mazzāl, sorte). É um arquétipo comum no Humor judaico onde é retratado frequentemente em situações de azar incomum.
Em junho de 2004, a palavra iídiche schlimazel foi uma das dez palavras não inglesas que foram votadas mais difíceis de traduzir por uma empresa de tradução britânica.
O desafortunado schlimazel é muitas vezes apresentado ao lado do inepto schlemiel. Um ditado iídiche explica que "um schlemiel é alguém que muitas vezes derrama sua sopa e um schlimazel é a pessoa onde esta vai parar." Ainda há um adendo ao ditado incluíndo o nebish: ..."e o nebish é aquele que limpa tudo após o acidente".